# Senna apiculata
Senna apiculata är en ärtväxtart som först beskrevs av Martin Martens och Henri Guillaume Galeotti, och fick sitt nu gällande namn av Howard Samuel Irwin och Barneb. Senna apiculata ingår i släktet sennor, och familjen ärtväxter.

## Underarter
Arten delas in i följande underarter:
- S. a. apiculata
- S. a. longipes